# BRIT Awards 2018
Die BRIT Awards 2018 wurden am 21. Februar 2018 in der Londoner O2 Arena verliehen. Moderator war Jack Whitehall.
Erfolgreichste Künstler mit zwei gewonnenen Preisen waren Dua Lipa und Stormzy. Die meisten Nominierungen mit fünf Stück hatte Dua Lipa.

## Liveauftritte
Ursprünglich sollte Ariana Grande ein Tribut an die Opfer des Terroranschlags in Manchester am 22. Mai 2017 singen. Sie musste jedoch aus gesundheitlichen Gründen absagen. Liam Gallagher sprang als Ersatz ein und spielte den Oasis-Hit Live Forever.

### Preshow
| Künstler                    | Lieder              |
| --------------------------- | ------------------- |
| Paloma Faith                | Crybaby             |
| Clean Bandit Julia Michaels | Symphony I Miss You |
| J Hus                       | Did You See         |
| Liam Payne                  | Strip That Down     |
| Jorja Smith Stormzy         | Let Me Down         |

### Hauptshow
| Künstler                          | Lieder                                                          |
| --------------------------------- | --------------------------------------------------------------- |
| Justin Timberlake Chris Stapleton | Midnight Summer Jam Say Something                               |
| Rag ’n’ Bone Man Jorja Smith      | Skin                                                            |
| Dua Lipa                          | New Rules                                                       |
| Ed Sheeran                        | Supermarket Flowers                                             |
| Foo Fighters                      | The Sky Is a Neighborhood                                       |
| Liam Gallagher                    | Live Forever                                                    |
| Sam Smith                         | Too Good at Goodbyes                                            |
| Kendrick Lamar Rich the Kid       | Feel New Freezer                                                |
| Rita Ora Liam Payne               | Your Song Anywhere For You                                      |
| Stormzy                           | Blinded by Your Grace, Pt. 2 Brits Freestyle Big for Your Boots |

## Gewinner und Nominierungen
In diesem Jahr wurden die Nominierungen am 13. Januar veröffentlicht, die Preisverleihung folgte am 21. Februar.
| British Male Solo Artist (präsentiert von Little Mix) | British Female Solo Artist (präsentiert von Kylie Minogue und Millie Bobby Brown) |
| --- | --- |
| - Stormzy - Ed Sheeran - Liam Gallagher - Loyle Carner - Rag ’n’ Bone Man | - Dua Lipa - Jessie Ware - Kate Tempest - Laura Marling - Paloma Faith |
| British Breakthrough Act (präsentiert von Alice Levine und Clara Amfo) | British Group (präsentiert von Hailey Baldwin und Luke Evans) |
| - Dua Lipa - Dave - J Hus - Loyle Carner - Sampha | - Gorillaz - London Grammar - Royal Blood - Wolf Alice - The xx |
| British Single of the Year (präsentiert von Dermot O’Leary und Emma Willis) | British Album of the Year (präsentiert von Nile Rodgers) |
| - Rag ’n’ Bone Man – Human - Calvin Harris featuring Pharrell Williams, Katy Perry & Big Sean – Feels - Clean Bandit featuring Zara Larsson – Symphony - Dua Lipa – New Rules - Ed Sheeran – Shape of You - J Hus – Did You See - Jax Jones featuring Raye – You Don’t Know Me - Jonas Blue featuring William Singe – Mama - Liam Payne feat. Quavo – Strip That Down - Little Mix – Touch | - Stormzy – Gang Signs & Prayer - Dua Lipa – Dua Lipa - Ed Sheeran – ÷ - J Hus – Common Sense - Rag ’n’ Bone Man – Human |
| International Male Solo Artist (präsentiert von Camila Cabello und Harry Kane) | International Female Solo Artist (präsentiert von Adwoa Aboah und Ellie Goulding) |
| - Kendrick Lamar - Beck - Childish Gambino - DJ Khaled - Drake | - Lorde - Alicia Keys - Björk - Pink - Taylor Swift |
| International Group (präsentiert von Anna Friel und Damian Lewis) | British Artist Video (präsentiert von Jennifer Hudson, Tom Jones und Olly Murs) |
| - Foo Fighters - Arcade Fire - Haim - The Killers - LCD Soundsystem | - Harry Styles – Sign of the Times - Anne-Marie – Ciao Adios - Calvin Harris featuring Pharrell Williams, Katy Perry & Big Sean – Feels - Clean Bandit featuring Zara Larsson – Symphony - Dua Lipa – New Rules - Ed Sheeran – Shape of You - Jonas Blue featuring William Singe – Mama - Liam Payne featuring Quavo – Strip That Down - Little Mix – Touch - Zayn & Taylor Swift – I Don’t Wanna Live Forever |
| Critics’ Choice (präsentiert von Rag ’n’ Bone Man) | British Producer of the Year |
| - Jorja Smith - Mabel - Stefflon Don | - Steve Mac |
| Global Success (präsentiert von Elton John und Ronnie Wood) | |
| - Ed Sheeran | |